# Captain Tsubasa: Rise of New Champions
Captain Tsubasa: Rise of New Champions es un videojuego de fútbol desarrollado por Tamsoft y producido por la empresa japonesa Bandai Namco Entertainment. Está basado en el manga y anime Captain Tsubasa (Súper Campeones en Hispanoamérica y Campeones: Oliver y Benji en España). Fue lanzado el 28 de agosto de 2020 en PlayStation 4, Nintendo Switch y Microsoft Windows.

## Anuncio
El videojuego fue anunciado por Bandai Namco en su cuenta oficial de Twitter el 21 de enero de 2020. En el anuncio se vio un tráiler del juego. Las plataformas en las que se encuentra disponible son PlayStation 4, Nintendo Switch y PC.
1. El viaje
2. Episodio:Tsubasa
3. Episodio:Nuevo héroe
4. Modo versus
5. Modo práctica
6. Modo de edición
7. Colección

## El viaje
"El viaje" es el modo historia que nos ofrece el juego. Hay 2 opciones de modo historia: Episodio:Tsubasa y Episodio:Nuevo héroe.

## Episodio:Tsubasa
Este modo es la historia original del anime. Se maneja al Nankatsu.

## Episodio:Nuevo héroe
En este episodio, podrás crear tu propio personaje, pero para poder registrarlo, tendrás que pasar un modo historia en el que tendrás que elegir una escuela de las siguientes:Otomo, Toho, Furano, Musashi, Hirado, Hanawa y Nankatsu.

### Liga de Héroes Juveniles
Nota: Dependiendo de la ruta que elegiste, solo los 3 últimos partidos serán no aleatorios.
Partido 1: Puede ser Minami Uwa o Meiwa Higashi.
Minami Uwa: Partido fácil 2 figuras el DL. Takei y El Capitán y MC. Ishida 
Meiwa Higashi: Partido fácil 2 figuras el DL. Sawaki y Capitán y MC. Narita
Partido 2. Puede ser Otomo o Hanawa.
Otomo: Partido regular 5 figuras el DL. Nitta. los MC. Kishida y Urabe y los DF. Nishio y Nakayama.
Hanawa:Partido regular 2 los gemelos Masao y Kazuo Tachibana y su "Skylab Hurricane",además de su "Twin shot"
Partido 3: Puede ser Azumaichi o Hirado.
Azumaichi:Partido regular con fuerte defensa. Una figura el DF. Soda con su Razor shot, pass y tackle.
Hirado:Partido regular.  2 figuras: El DL Sano y DF Jito, ambos con su "Hirado combination shot".
Partido 4:
Musashi(Ruta Furano y Toho): Partido regular. 3 figuras los DL. Honma, Sanada y Ichinose. En el 2 tiempo entra Misugi.
Toho(Ruta Musashi):Partido Difícil 4 figuras. DL. Sorimachi y Hyuga, el MC. Sawada y PT. Wakashimazu.
Furano(Ruta Nankatsu):
Partido 5:
Furano(Ruta Toho y Musashi) 1 Figura el MC. Matsuyama
Toho: Descrito anteriormente.
Partido 6:
Nankatsu: Final de la Liga. Partido muy complicado.  DL: Kisugi y Taki. MC: Tsubasa e Izawa. DF: Takasugi e Ishizaki.
Toho(Ruta Nankatsu)

#### Fase 2: Desafío mundial juvenil.
Después de ganar la Liga de Héroes Juveniles, se utilizara el equipo de Japón, que es la formación que intentan probar los entrenadores de Japón Sub-16. Este equipo de prueba está conformado por: 
PT: Morisaki y Wakashimazu.
DF:Jito, Takeshi, Ishizaki, Soda.
MC: Matsuyama, Tsubasa, Izawa, Sawada, Misugi(este también es entrenador en la historia),Urabe.
DL: Sano, Nitta y Hyuga.
Dependiendo del rol, el jugador remplazara a algunos jugadores.
Solo se puede jugar partido y medio.
Medio partido:
Alemania(primer equipo): Medio partido difícil, 3 figuras MC: Kaltz y Schester y DL: Margus
En el único partido de prueba jugable, Misaki se unira y Matsuyama será cambiado a defensa.
En este partido se puede jugar aleatoriamente con 2 equipos